# Крас
Вижте пояснителната страница за други значения на Крас.
„Крас“ (на английски: Crass) е легендарна анархо-пънк група от Есекс, Англия, Великобритания, съществувала между 1977 и 1984 г.

## Състав
- Пени Римбод
- Гий Ваучър
- Стийв Игнорант (Стийв Непукиста, роден Стийв Уилямс)
- Н.А. Палмър
- Фил Фрий (Фил Свободния, роден Фил Кланси)
- Пит Райт
- Ив Либъртин
- Джой Де Вайвър
- Мик Дъфийлд
- Джон Лоудър
- Стив Хърман

## Албуми
- The Feeding of the 5000 (1978 г.)
- The Feeding of the 5000 – Second Sitting (плюс парчето „Asylum“) (1980 г.)
- Stations Of The Crass (1979 г.)
- Penis Envy (1981 г.)
- Christ – The Album (1982 г.)
- Yes Sir, I Will (1983 г.)
- Acts Of Love (1984/4, албум и книга, 1985 г.)
- Best Before 1984 (1986 г.) (Най-доброто преди 1984 г.)